# Nuwe Nasionale Party
Die Nuwe Nasionale Party (kurz NNP; englisch New National Party, deutsch „Neue Nationale Partei“) war bis 2005 eine südafrikanische nationalkonservative politische Partei. Sie wurde 1997 gegründet als Nachfolgerin der Nasionale Party (NP), die sich aus der Regierung der nationalen Einheit (Government of National Unity) mit dem African National Congress (ANC) zurückgezogen hatte. 
Der Name wurde dabei geändert als Versuch einer Distanzierung von der Apartheidsvergangenheit und als Neudefinition als eine moderate, nichtrassistische Partei. Der erste Vorsitzende war der frühere Staatspräsident Frederik Willem de Klerk, der zusammen mit Nelson Mandela den Friedensnobelpreis für seine Rolle bei der Beendigung der Apartheid erhalten hatte. 2000 bis Oktober 2001 war die NNP Teil der Democratic Alliance (DA). Zuletzt wurde die Partei von Marthinus van Schalkwyk geführt.
Bei der Parlamentswahl in Südafrika 2004 verlor die NNP einen Großteil ihrer Stimmen. Danach wurden Fragen über die Zukunft der Partei und zur Führung Marthinus van Schalkwyks laut.
Am 9. April 2005 erklärte die NNP ihre Auflösung. Acht der neun Abgeordneten im südafrikanischen Parlament hatten den Übertritt zum ANC erklärt, der neunte verlor sein Mandat. 